# طاوية
الطَّاوِيَّة (بالصينية: 道教) هي تقليد ديني أو فلسفي ذو أصل صيني، وهي تؤكد على العيش في وئام مع الطاو، والطاو هو فكرة أساسية في معظم المدارس الفلسفية الصينية. ومعناها في الطاوية هو المبدأ الذي هو مصدر ونمط ومضمون كل شيء موجود في الحياة. تختلف الطاوية عن الكونفوشيوسية في عدم التشديد على الطقوس الجامدة والنظام الاجتماعي، ولكنها تتشابه في أن فيها كامل الانضباطات والسلوكيات التي تحقق «الكمال» من خلال أن يندمج الفرد مع إيقاعات الكون غير المخطط لها والتي تسمى «الطريق» أو «داو». تختلف الأخلاق الطاوية ضمن المدارس المختلفة داخلها، ولكن بشكل عام تميل إلى التأكيد على الوو وي wu wei (والذي يعني العمل بدون نية أو غرض مسبق)، والطبيعية، والبساطة، والعفوية، بالإضافة للكنوز الثلاثة: الرحمة، والتقشف، والتواضع.
تعود جذور الطاوية إلى القرن الرابع قبل الميلاد على الأقل. رسمت الطاوية المبكرة مفاهيمها الكونية من مدرسة ين يانج (الطبيعيين أو علماء الطبيعة)، وتأثرت بعمق بأحد أقدم نصوص الثقافة الصينية «أي تشينج»، الذي يعرض نظامًا فلسفيًا حول كيفية الحفاظ على السلوك البشري بالتزامن مع الدورات المتغيرة الطبيعة. قد يكون للقانوني شين بوهاي (حوالي 400 - 337 قبل الميلاد) تأثيرًا كبيرًا أيضًا، مما يفسر السياسة الواقعية الخاصة بالوو وي. ويعتبر كتاب «طاو تي تشينغ» -كتابا مدمجا يحتوي على تعاليم تُنسب إلى الفيلسوف والحكيم "لاو تسي"- ركن أساسي للتقليد الطاوي، جنبا إلى جنب مع كتابات جوانغ زي الأخيرة.
تغلغلت مصادر الطاوية المختلفة في عهد أسرة هان (206 ق.م. - 220 م) في تقليد متماسك من المنظمات والطقوس الدينية في ولاية شو (سيتشوان حالياً). كان يعتقد في الصين القديمة في وقت سابق أن الطاويين هم النساك أو يعزل الذين لم يشاركوا في الحياة السياسية. كان جوانغ زي أشهر هؤلاء، ومن الجدير بالذكر أنه عاش في الجنوب حيث أصبح جزءًا من التقاليد الشامانية الصينية المحلية.
لعبت الشامانات الإناث دورا هاما في هذا التقليد الذي كان قوياً بشكل خاص في ولاية تشو الجنوبية. طورت الحركات الطاوية المبكرة مؤسساتها الخاصة على النقيض من الشامانية، لكنها استوعبت العناصر الشامانية الأساسية بداخلها. استمر الشامانات في نشر النصوص الأساسية للطاوية منذ العصور الأولى حتى القرن العشرين على الأقل. تطورت المباديء الأساسية للطاوية عبر حقب مختلفة، وتم تجميعها في الأزمنة الحديثة في فرعين رئيسيين هما: طاوية كوانزي، وطاوية تشينجي. نمت أدبيات الطاوية بشكل مطرد بعد لاو تسي وجوانج زي، وتم تجميعها في شكل قانون – داو زانج - والذي تم نشره بناء على طلب من الإمبراطور. تم ترشيح الطاوية عدة مرات خلال التاريخ الصيني كدين للدولة، ولكنها فقدت هذه الأفضلية بعد القرن السابع عشر.
كان للطاوية تأثير عميق على الثقافة الصينية عبر التاريخ، حيث يٌنسب لقب الطاوية تقليديًا فقط إلى رجال الدين وليس إلى أتباعهم العاديين (العلمانيين)، عادة ما نحرص على ملاحظة التمييز بين تقاليدهم الدينية وممارسات الدين الشعبي الصيني وأوامر الطقوس الدينية غير الطاوية، والتي غالباً ما يتم وصفها بالخطأ على أنها طاوية.
اليوم، التقليد الطاوي هو واحد من المذاهب الدينية الخمسة المعترف بها رسميا في جمهورية الصين الشعبية (PRC) فضلا عن جمهورية الصين (ROC)، وتنظم الحكومة أنشطتها من خلال جمعية الطاوية الصينية؛ وعلى الرغم من أن الطاوية ليست منتشرة بعيداً عن جذورها في شرق آسيا، فإنها تدعي أن لها أتباعاً في عدد من المجتمعات المختلفة، مثل هونغ كونغ وماكاو وفي جنوب شرق آسيا على وجه الخصوص.

## الاصطلاح

### التهجئة واللفظ
«الطاوية» و«الداوية» هما لفظان رديفان للكلمة نفسها. «الطاو» هو اللفظ ضمن نظام الرومنة ويد جيلز، الذي كان سائدًا حتى أواخر القرن العشرين في البلدان الناطقة باللغة الإنجليزية وما يزال مستخدمًا لمصطلحات معينة مع تهجئات راسخة بقوة. «داو» هو اللفظ ضمن نظام هانيو بينيين، الذي جرى تبنيه رسميًا في الصين في الخمسينيات من القرن العشرين، والذي حل محله ويد جيلز إلى حد بعيد.
اللفظ الصيني الرسمي للرومنتين ل «داو» متطابق، وهو شبيه إلى حد بعيد بلفظ الكلمة الإنجليزية dow. يصف أحد الخبراء لفظ الكلمة مع حرف ت كما في كلمة tie، بأنه «لفظ خاطئ» يعود إلى «نظام ويد جيلز الضعيف»، الذي ضلل معظم القراء.

### التصنيف
استخدمت كلمة طاوية لترجمة مصطلحين صينيين مرتبطين ومنفصلين في الآن نفسه.
1. مصطلح يشمل عائلة حركات دينية منظمة تتشارك مفاهيم ومصطلحات من الفلسفة الطاوية، والتي يمكن ترجمتها على نحو خاص ب «تعاليم طاو»، والتي تفسر عادة ك «طقس ديني» طاوي، أو الجانب «الصوفي» أو «الشعائري» للطاوية. مدرسة الأساتذة السماويين مثال باكر وملائم لهذا المعنى.[9][10]
2. المصطلح الآخر، الذي يشير إلى مذاهب فلسفية تستند إلى درجة كبيرة على النصوص الطاوية الرئيسية نفسها، هو مصطلح يمكن ترجمته ب «مدرسة طاو الفلسفية» أو «المذهب الطاوي». اعتبرت تلك إحدى مدارس الفكر المئة خلال فترة الممالك المتحاربة. يوجد أقدم تسجيل لكلمة «طاو» في إشارة إلى هذه المدرسة الفلسفية في أعمال مؤرخي سلالة هان: مثل تسو جوهان من تأليف زو تشيومينغ، وفي سجلات المؤرخ الكبير.[11] يسبق هذا الاستخدام ظهور الأساتذة السماويين وأديان لاحقة مرتبطة بهم. ومن غير المرجح أن جوانغ زي، مؤلف جوانغ زي، كان قد اطلع على نص تاو تي تشينغ، ومن المحتمل أن جوانغ زي نفسه كان قد توفي قبل أن يصبح المصطلح قيد الاستخدام.[12]

التمييز متأصل بين الفلسفة الطاوية والدين الطاوي. الطاوية فلسفة إيجابية تهدف إلى الاتحاد الشامل لواقع المرء لا مع كل ما هو حقيقي فحسب، بل أيضًا مع كل ما هو قيم، ويشمل كلًا من العالم الطبيعي والمجتمع. الإشارات الأقدم إلى «طاو» بحد ذاته تخلو إلى حد كبير من طابع فوق طبيعي واضح أو من طابع شعائري، وكانت قد استخدمت في سياقات إما ميتافيزيقية مجردة أو في الشروط العادية المطلوبة للازدهار البشري. ما يزال هذا التمييز مفهومًا في السياقات اليومية بين الشعب الصيني، وقد ردد من قبل باحثين معاصرين للتاريخ والفلسفة الصينية، مثل فونغ يولان ووينغ تسيت تشان. يعود تاريخ استخدام مصطلح داوجا إلى هان الغربي، تقريبًا قبل الميلاد ب 100 عام، في إشارة إلى المؤلفين المزعومين للأعمال الطاوية الكاملة، مثل لاو دان وجوانغ زي. لم يطرح تاو تي تشينغ وجوانغ زي، ولا حتى المصادر الثانوية الباكرة التي كتبت عنها، أي أنطولوجيا فوق طبيعية خاصة. إلا أن بروز الطاوية الدينية من توليفة دين شعبي مع مبدأ طاوي فلسفي يبقى أمرًا واضحًا.

## التاريخ

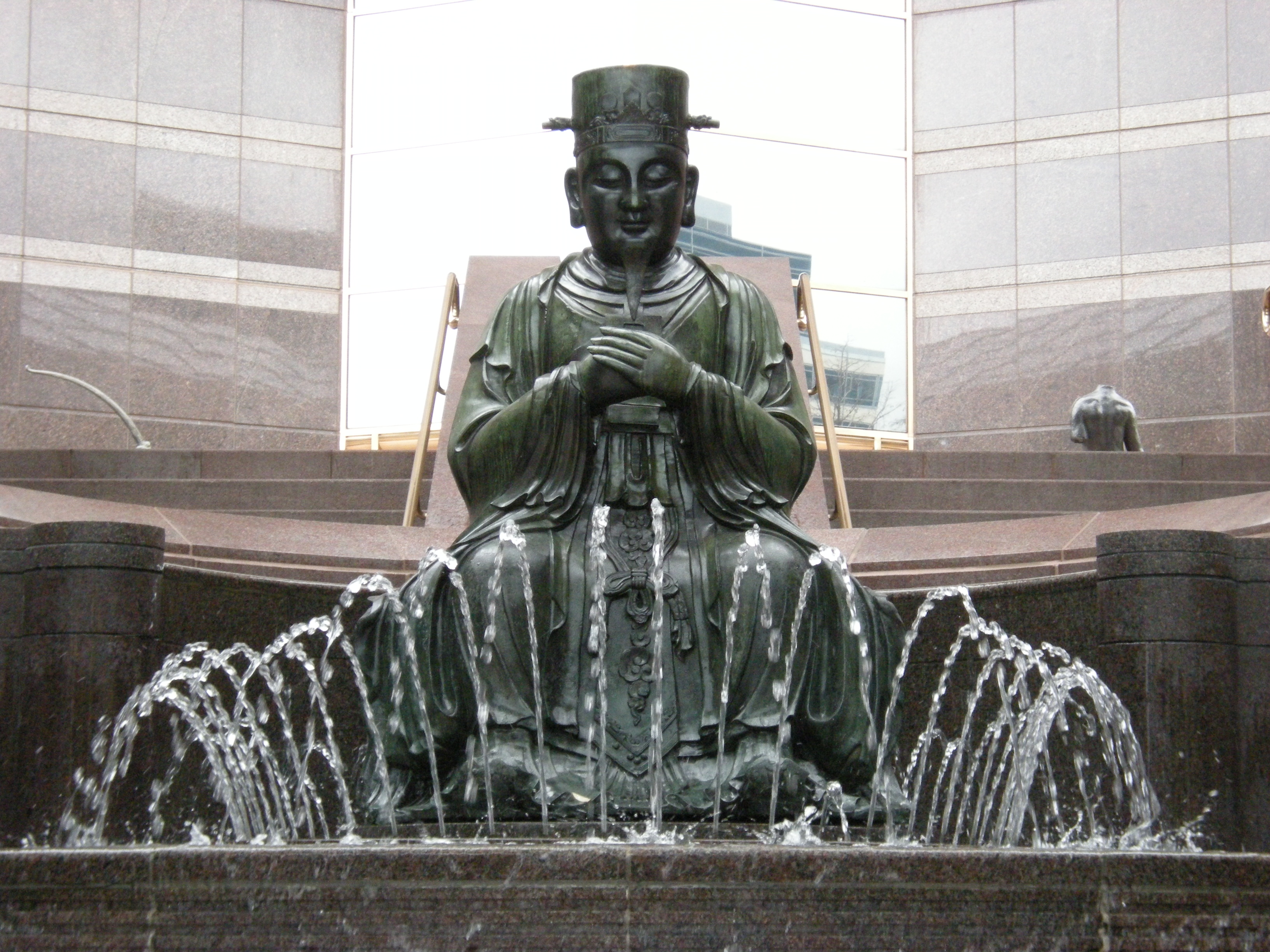
إله طاوي في متحف في تكساس.

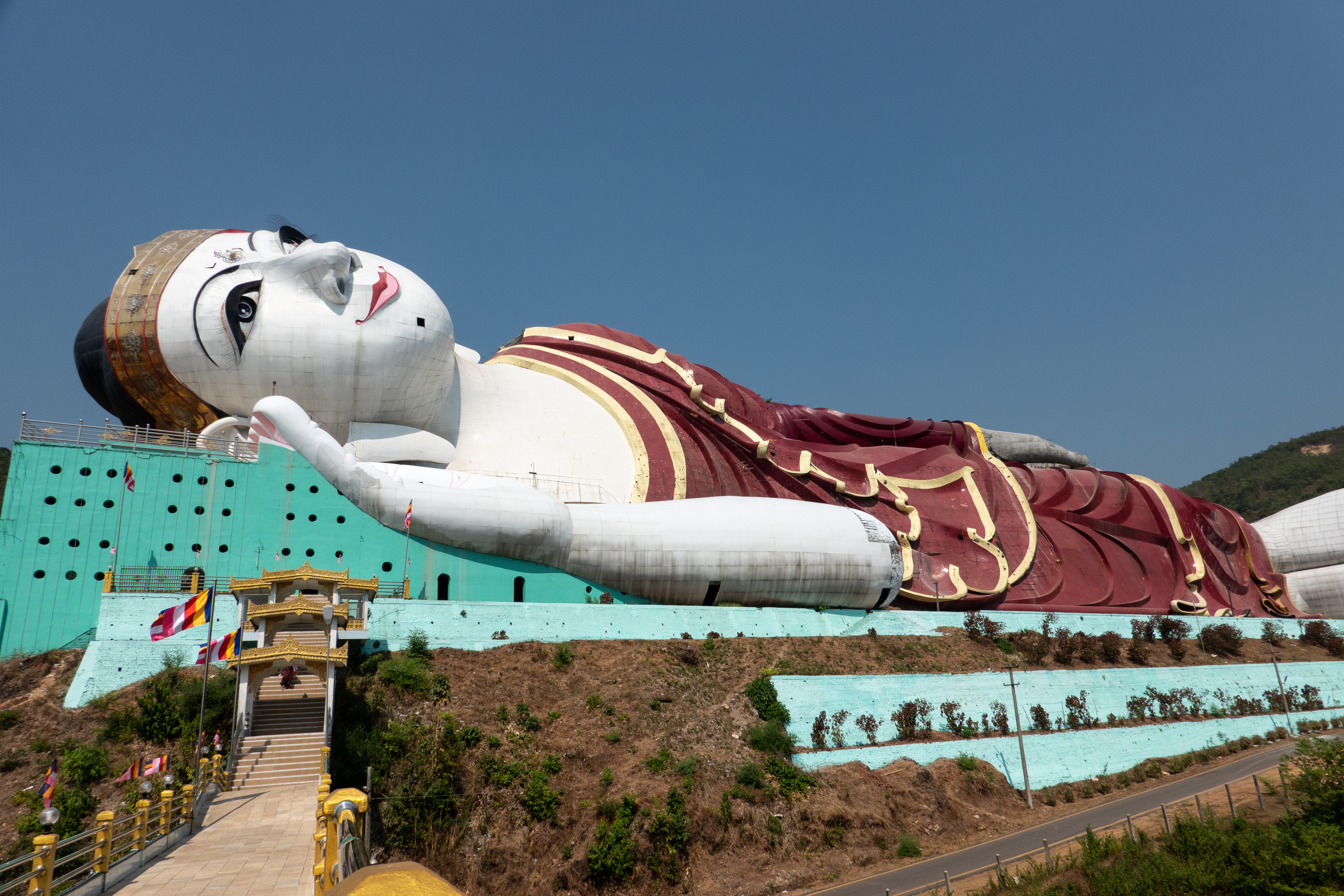
وين سين تاو يا تمثال طاوي.

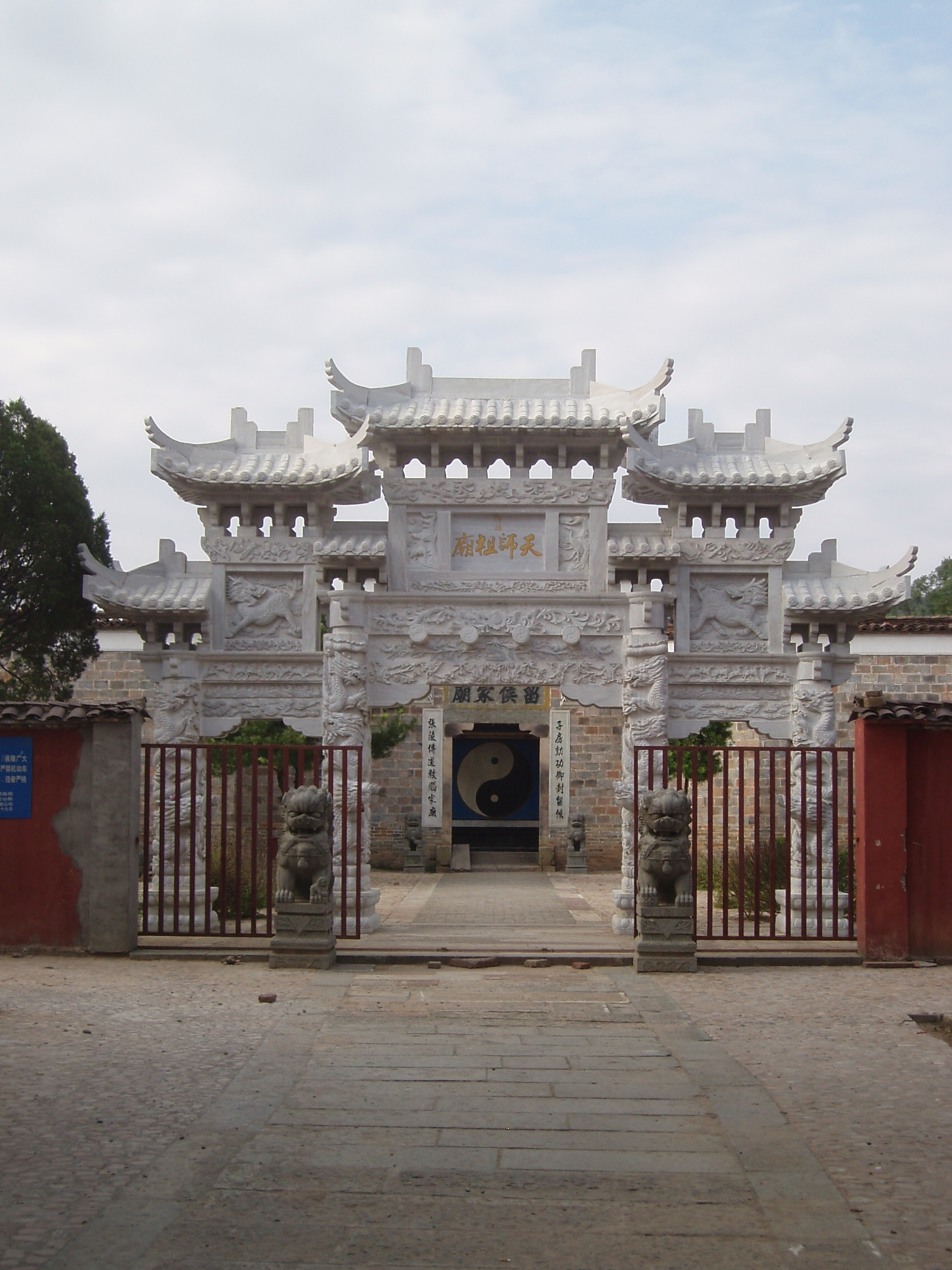
بوابة معبد سكاي ماستر

يعتبر لاو تسي أحد مؤسسي الطاوية ويرتبط في هذا السياق ارتباطًا وثيقًا بما يعرف بالطاوية «الأصلية» أو «البدائية». لا تزال هناك خلافات حول ما إذا كان شخصية حقيقة أم لا؛ ومع ذلك، يرجع تاريخ العمل المنسوب إليه -طاو تي تشينغ Tao Te Ching- إلى أواخر القرن الرابع قبل الميلاد.
تستمد الطاوية أسسها الكونية من مدرسة الطبيعيين (في شكل عناصرها الرئيسية - يين ويانغ والمراحل الخمس)، والتي تطورت خلال فترة الدول المتحاربة (القرن الرابع - القرن الثالث قبل الميلاد).;
يحدد روبينيت أربعة عناصر شكلت الطاوية عند نشأتها:
- الطاوية الفلسفية، أي الطاو تي تشينغ وغوانج زي
- تقنيات تحقيق النشوة
- ممارسات لتحقيق الخلود أو العمر الطويل
- طرد الارواح الشريرة

يمكن إرجاع بعض عناصر الطاوية إلى الديانات الشعبية في عصور ما قبل التاريخ في الصين والتي تجمعت فيما بعد لتصبح تقليداً طاوياً.

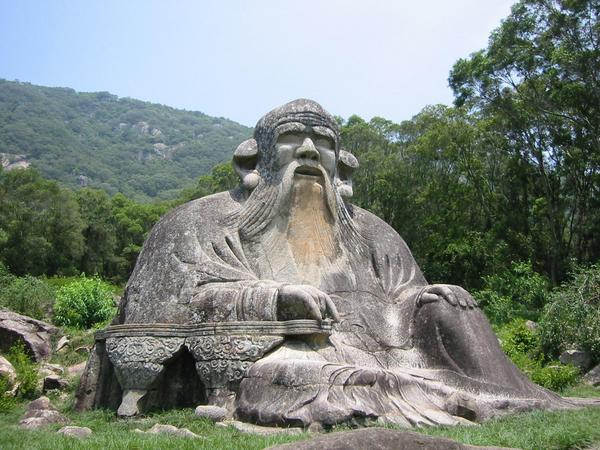
شخصية حجرية أكبر من الحياة من عهد أسرة سونغ بالقرب من تشيوانتشو

 استمدت العديد من الممارسات الطاوية على وجه الخصوص من فترة عهد الممالك المتحاربة، وخاصة من الوو wu (المرتبطة بالثقافة الشامانية في شمال الصين) والفانجشي fangshi (ربما اشتق هذا المصطلح من جملة «العرافين المسئولين عن حفظ الوثائق في العصور القديمة، والذين يفترض أن "لاو تسي" نفسه كان واحداً منهم)، على الرغم من أن الطاويين أصروا في وقت لاحق على أن هذا لم يكن الأمر صحيحاً. تم استخدام كل من هذين المصطلحين لاحقاً لوصف الأفراد المكرسين بالكامل للسحر، والطب، والعرافة، وطرق إطالة العمر والوصول للنشوة»، بالإضافة لطرد الارواح الشريرة. في حالة الوو، غالباً ما تستخدم لفظة «الشامان» أو «السحرة» كترجمة. كانت الفانجشي قريبة فلسفياً من مدرسة الطبيعيين، واعتمد كثيرا على التنجيم الفلكي والتكهنات التقويمية في أنشطتهم.
أول نموذج منظم من الطاوية هي مدرسة تيانشي Tianshi (الأسياد السماويين)، التي عرفت فيما بعد باسم مدرسة تشنجي Zhengyi، وتطورت نتيجة لحركة مكاييل الأرز الخمسة في نهاية القرن الثاني الميلادي. أسس الأخيرة زانج داولينج، الذي ادعى أن لاو تسي ظهر له في عام 142. تم الاعتراف رسميا بمدرسة تيانشي من قبل الحاكم تساو تساو في 215، وهو ما أضفي الشرعية على صعود تساو تساو إلى السلطة في المقابل. حصل لاو تسي على اعتراف إمبراطوري باعتباره شخصية إلهية في منتصف القرن الثاني قبل الميلاد.
اكتسبت الطاوية في شكل مدرسة شانغتشينغ Shangqing مكانة رسمية في الصين مرة أخرى خلال سلالة تانغ (618-907)، التي زعم أباطرتها أن لاو تسي يقرب لهم من حيث النسب. ومع ذلك، فإن حركة شانغتشينغ قد تطورت في وقت مبكر في القرن الرابع على أساس سلسلة من الكشوفات عن طريق الآلهة والأرواح إلى يانغ شي في السنوات بين 364 و370.
جمع "جي تشاوفو" سلسلة من الكتب المقدسة بين عامي 397 و402 التي أصبحت فيما بعد أساس لمدرسة لينج باو Lingbao، والتي كشفت عن أكبر تأثير لها خلال عهد أسرة سونج (960-1279). نشط العديد من أباطرة سونج -وأبرزهم هويزونج- في تشجيع الطاوية، حيث جمعوا النصوص الطاوية ونشروا طبعات من داو زانغ.
تأسست مدرسة "كوان زين Quanzhen" في شاندونغ في القرن الثاني عشر. حيث ازدهرت خلال القرن الثالث عشر والرابع عشر، وأصبحت أكبر وأهم مدرسة طاوية في شمال الصين خلال عهد أسرة يوان. التقى المعلم الأكثر تميزًا في المدرس، تشيو تشوجي مع جنكيز خان في عام 1222 ونجح في التأثير على الخان بدفعه نحو ممارسة المزيد من ضبط النفس خلال غزواته الوحشية. وكانت المدرسة أيضا معفاة من الضرائب بموجب مرسوم الخان.
تم تجميع جوانب الكونفوشيوسية والطاوية والبوذية في المدرسة النيو كونفوشيوسية، والتي أصبحت في نهاية المطاف عقيدة الإمبراطورية لأغراض بيروقراطية حكومية تحت حكم مينغ (1368-1644).
إلا أنه خلال فترة أسرة تشينغ (1644–1912)، ونتيجة لإحباطات عديدة تجاه الحكومة، فضل العديد من الناس الكونفوشيوسية والبوذية التقليديين على الأعمال الطاوية.
تم إنشاء المكتبة الإمبراطورية خلال القرن الثامن عشر، ولكنها استبعدت جميع الكتب الطاوية منها. وبحلول بداية القرن العشرين، مرت الطاوية بالعديد من الأحداث الكارثية (ونتيجة لذلك، بقيت نسخة واحدة كاملة فقط من داوسانغ، محفوظة في دير وايت كلاود في بكين).

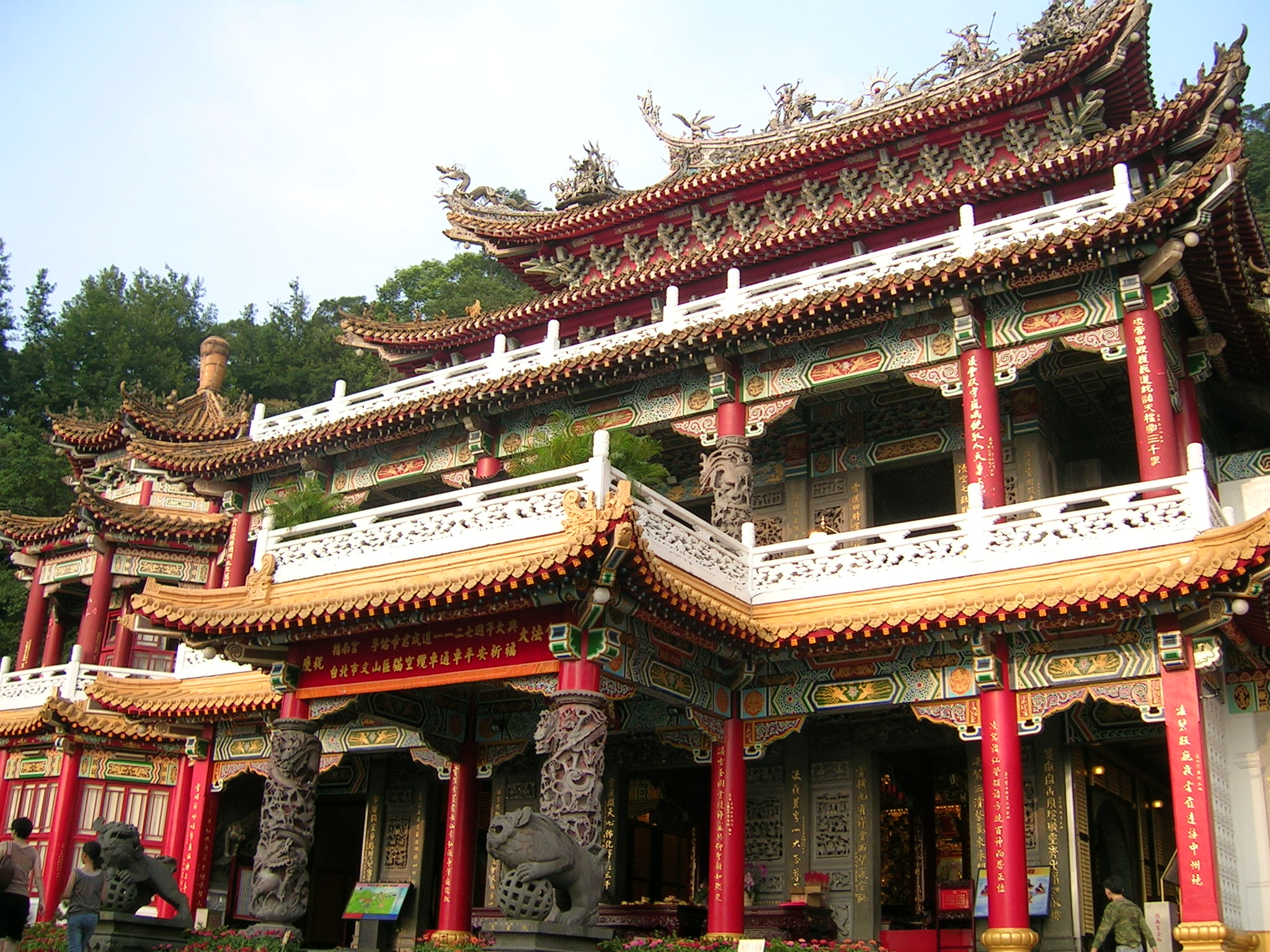
معبد زينان، تايبيه في تيوان.

واليوم تمارس الطاوية بحرية في تايوان، حيث تدعي أنه لها الملايين من الأتباع.

## اللاهوت

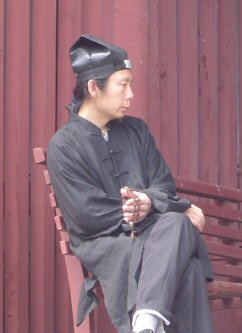
كاهن طاوي في تاي شانغ.

يمكن تعريف الطاوية بأنها واحدية، بالنظر إلى تركيزها الفلسفي على عدم وجود شكل محدد للتاو، وصدارة مفهوم «الطريق» بدلاً من المفاهيم البشرية المجسمة للإله. وهذا هو أحد المعتقدات الأساسية التي تشترك فيها جميع الطوائف تقريبًا.
عادة ما تقدم الأوامر الطاوية بشكل يكون فيه المعلمون الثلاثة الأنقياء في الجزء العلوي من مجموعة الآلهة، وهو في شكل تسلسل هرمي منبثق من الطاو. يعتبر لا وتسى تجسيداً لأحد المعلمين الثلاثة الأنقياء وكان يعبد ككونه الجد الأعلى للعقيدة الفلسفية.
غالباً ما يكون للفروع المختلفة من الطاوية مجموعة آلهة أقل، حيث تعكس هذه الآلهة مفاهيم مختلفة لعلم الكونيات. الآلهة الأصغر قد يتم ترقيتها أو خفضها تبعاً لنشاطها. بعض فرق الديانة الصينية الشعبية تضم الإمبراطور جايد الذي يلي المعلمين الثلاثة الأنقياء في الرتبة كممثل للإله الأعلى.
يبجل الأشخاص الذين ساهموا تاريخ الطاوية، والأشخاص الذين يعتبروا قد أصبحوا خالدين (xian) من قبل رجال الدين والناس العاديين حالياً.
على الرغم من هذه التراتبية الآلهية، لا ينبغي الخلط بين المفاهيم التقليدية لتاو مع الديانات الغربية. فلا يعني الاتحاد مع الطاو بالضرورة الاتحاد بروح أبدية، بالمعنى الهندوسي على سبيل المثال.

## النصوص

### طاو تي تشينغ

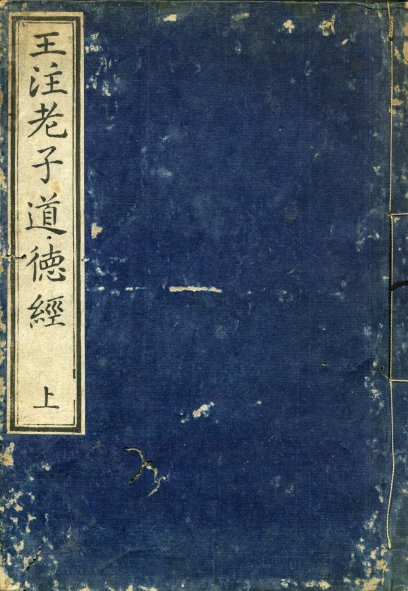
إصدار وانغ بي العائد لعام 1770 من «طاو تي تشينغ».

يعتبر الطاو تي تشينغ أو الداوديجنغ أكثر النصوص الطاوية تأثيرًا على نطاق واسع. تمت كتابة الكتابة عن طريق لاو تسي وفقا للأسطورة. ومع ذلك، لا يزال التأليف، والتاريخ الدقيق للمنشأ، وحتى وحدة النص موضع نقاش، وربما لن يُعرفوا أبداً على وجه اليقين. يرجع تاريخ أقدم نصوص طاو تي تشينغ التي تم التنقيب عنها (والمكتوبة على أقراص الخيزران) إلى أواخر القرن الرابع قبل الميلاد. استخدم طاو تي تشينغ كنص طقسي على مدار تاريخ الطاوية الدينية.
الكلمات الافتتاحية الشهيرة للكتاب هي:

لطاو الذي يمكن أن يُقال ليس هو الطاو الأبدي
الاسم الذي يمكن تسميته ليس هو الاسم الأبدي

هناك جدل كبير، وحاد في بعض الأحيان، حول الترجمة الإنجليزية الأفضل للكتاب، وأي منهجية ترجمة معينة هي الأفضل.
تدور الموضوعات الرئيسية حول طبيعة الطاو وكيفية تحقيقها، وإن الطاو هو شيء فوق الوصف، وكيفية إنجاز أشياء عظيمة عن طريق وسائل صغيرة. التعليقات القديمة على الكتاب هي نصوص مهمة في حد ذاتها. ربما كان أقدمها وهو تعليق هي تشانج جونج، مكتوبًا على الأرجح في القرن الثاني الميلادي. من التعليقات الهامة الأخرى تعليق وانغ بي وتعليق تشانج ير.

### الرموز والصور

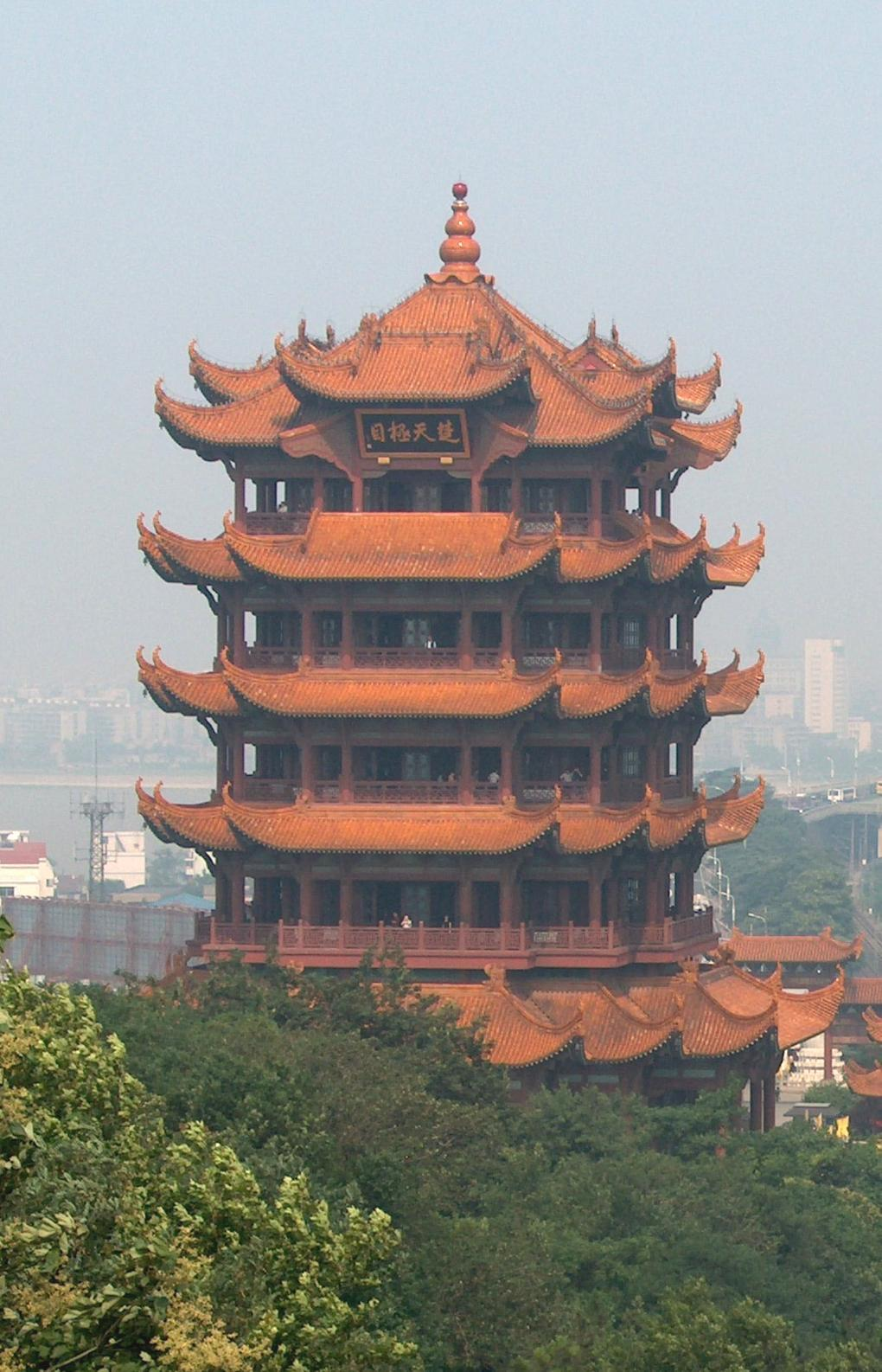
يعد برج الرافعة الصفراء موقعاً مقدساً للطاوية

للتاجيتو (المعروف باسم رمز يين ويانغ أو يين يانغ ببساطة) والباكوا (الرسومات الثلاثية) أهمية كبيرة في الرمزية الطاوية. وفقاً لعلم الكونيات الطاوي، يخلق الكون نفسه من فوضى أولية من الطاقة المادية المنظمة في دورات يين ويانغ والمشكلة على هيئة أشياء وحيوات. يين هو المستقبل، ويانغ هو العامل النشط، تتم ملاحظتهم في جميع أشكال التغير والاختلاف مثل دورات الموسم السنوية، والمناظر الطبيعية، والاقتران الجنسي، وتشكيل الرجال والنساء كشخصيات، والتاريخ الاجتماعي السياسي. في حين أن جميع المنظمات الطاوية تقريبا تستخدم هذه الرموز، يمكن أن ينظر إليها أيضاً على أنها رموز كونفوشيوسية أو كونفوشيوسية جديدة أو صينية شعبوية. يمكن أن يرى هذا الرمز كعنصر زخرفي على الأعلام التنظيمية الطاوية والشعارات، وأرضيات المعابد، أو مخيط في أردية الكهنة. وقد نشأت هذه الرموز في حوالي القرن العاشر الميلادي وفقا لمصادر أسرة سونغ. كان يرمز لليين واليانغ سابقاً بشكل نمر وتنين معاً.
قد يوجد في المعابد الطاوية أعلام مربعة أو مثلثية. وهي عادة ما تتميز بوجود كتابة مخططات روحانية عليها، وتهدف إلى تحقيق وظائف مختلفة من ضمنها توفير التوجيه لأرواح الموتى، وجلب الحظ السعيد، وزيادة العمر الافتراضي. كما قد يكون هناك أعلام ولافتات أخرى للآلهة أو الخالدين.
يتم عرض متعرج مع سبعة نجوم في بعض الأحيان، ويمثل مجموعة بنات نعش الكبرى (أو بوشل، المكافئ الصيني لها). كان الفكر الصيني يعتبر مجموعة بنات نعش الكبرى كمعبود في عهد أسرة شانغ في الألفية الثاني قبل الميلاد، بينما كان يعتبر مسار تشي للإله الدائري تايي خلال عهد أسرة هان.
قد يتم تحديد المعابد الطاوية في جنوب الصين وتايوان في كثير من الأحيان من خلال أسطحها، والتي تتميز بمجسمات تنانين وطيور الفينيق مصنوعة من بلاط السيراميك متعدد الألوان. كما أن بها تناغم بين يين ويانغ (حيث يمثل طائر الفينيق اليين). رمز آخر ذو صلة هو اللآلئ المشتعلة، والتي يمكن رؤيتها على الأسطح بين مجسمين لتنانين، وكذلك على دبوس شعر المعلم السماوي. تفتقر العمارة الصينية الطاوية على العموم إلى السمات العامة التي تميزها عن المباني الأخرى.

### الطقوس

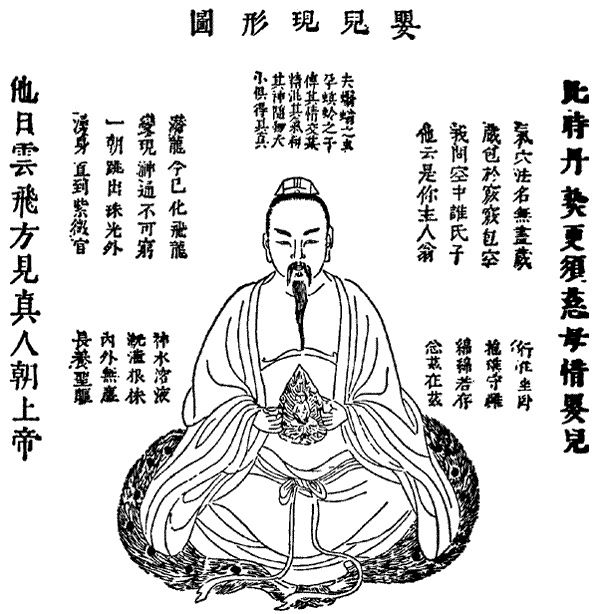
طاوي بارع.

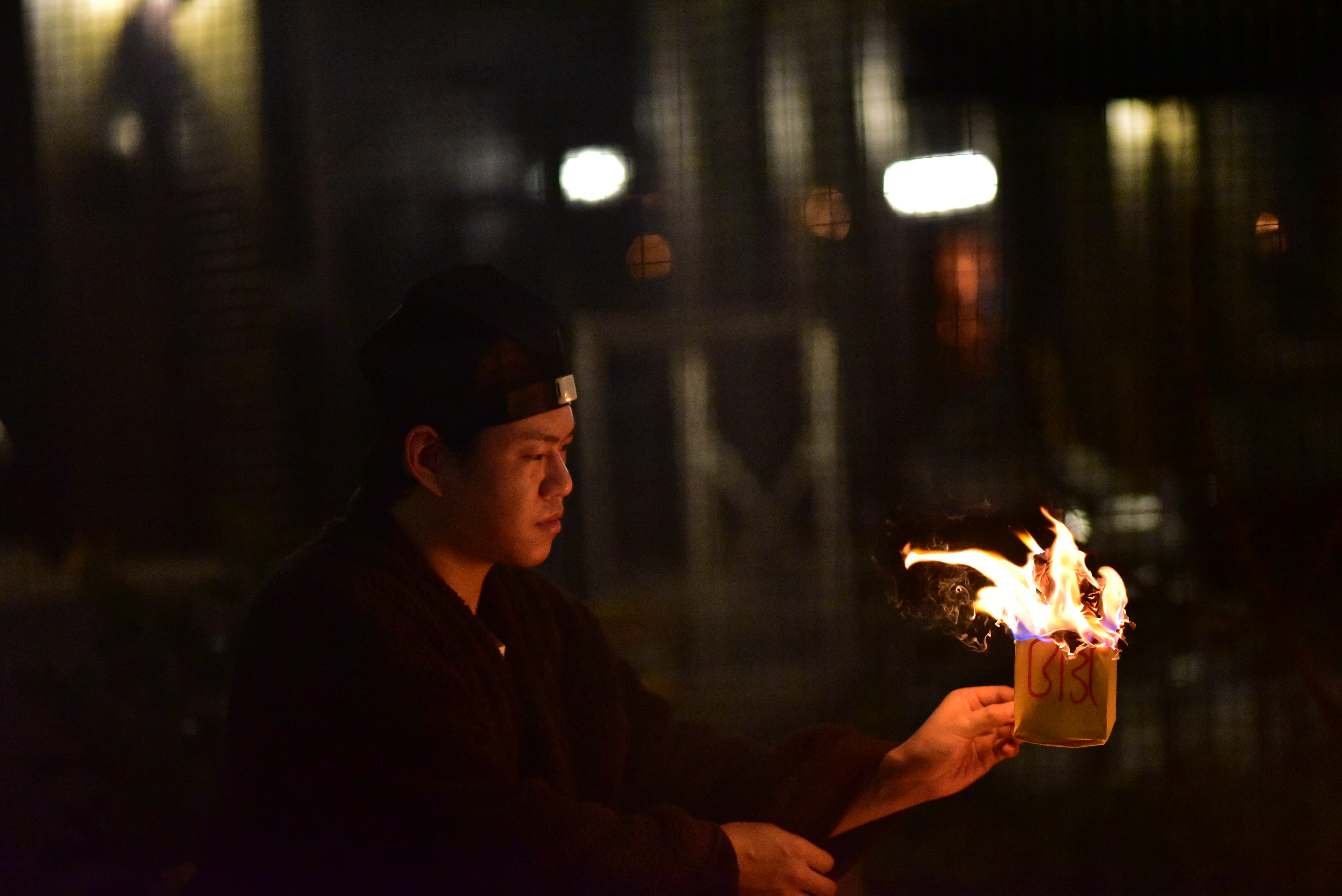
راهب طاوي.

في العصور القديمة قبل تأسيس الطاوية، كان الطعام يوضع كتضحية لأرواح الموتى أو الآلهة. يشمل ذلك الحيوانات المذبوحة، مثل الخنازير والبط، أو الفاكهة. لكن رفض السيد السماوي الطاوي تشانغ داو لينج التضحية بالطعام والحيوانات إلى الآلهة. حيث دمر المعابد التي طالبت بالتضحية الحيوانية، وطرد الكهنة منها. لا تزال معابد الطاوية في الوقت الحاضر غير مسموح لها باستخدام التضحيات الحيوانية. شكل آخر من أشكال التضحية هو حرق ورق الجوس، أو مال الجحيم، بافتراض أن الصور التي تحترق ستظهر مرة أخرى -ولكن ليس كصورة مجردة، بل كعنصر حقيقي- في عالم الأرواح، مما يجعل الأجداد والأحباء الذين غادروا متاحين مجدداً.
تقام عروض الشوارع أيضًا في أيام العطلات الخاصة. هذه العروض الحيوية تشمل دائماً الألعاب النارية والعوامات المغطاة بالزهور التي تبث الموسيقى التقليدية. كما أنها تشمل أيضا رقصة الأسد ورقصة التنين، ودمى مشغولة بشرياً (غالباً من للرب السابع والرب الثامن)، وممارسة الكونغ فو، ومحفات تحمل صور الإله. لا يعتبر المشاركون المختلفون مجرد مؤديين، بل تتملكهم الآلهة والأرواح المعنية.
كان التنجيم، مثل التنجيم الفلكي، والاي تشينغ، يعتبر منذ زمن طويل مسعى طاوياً تقليدياً. الوساطة الروحية أيضاً منتشرة على نطاق واسع في بعض الطوائف.

## العلاقات مع الأديان والفلسفات الأخرى

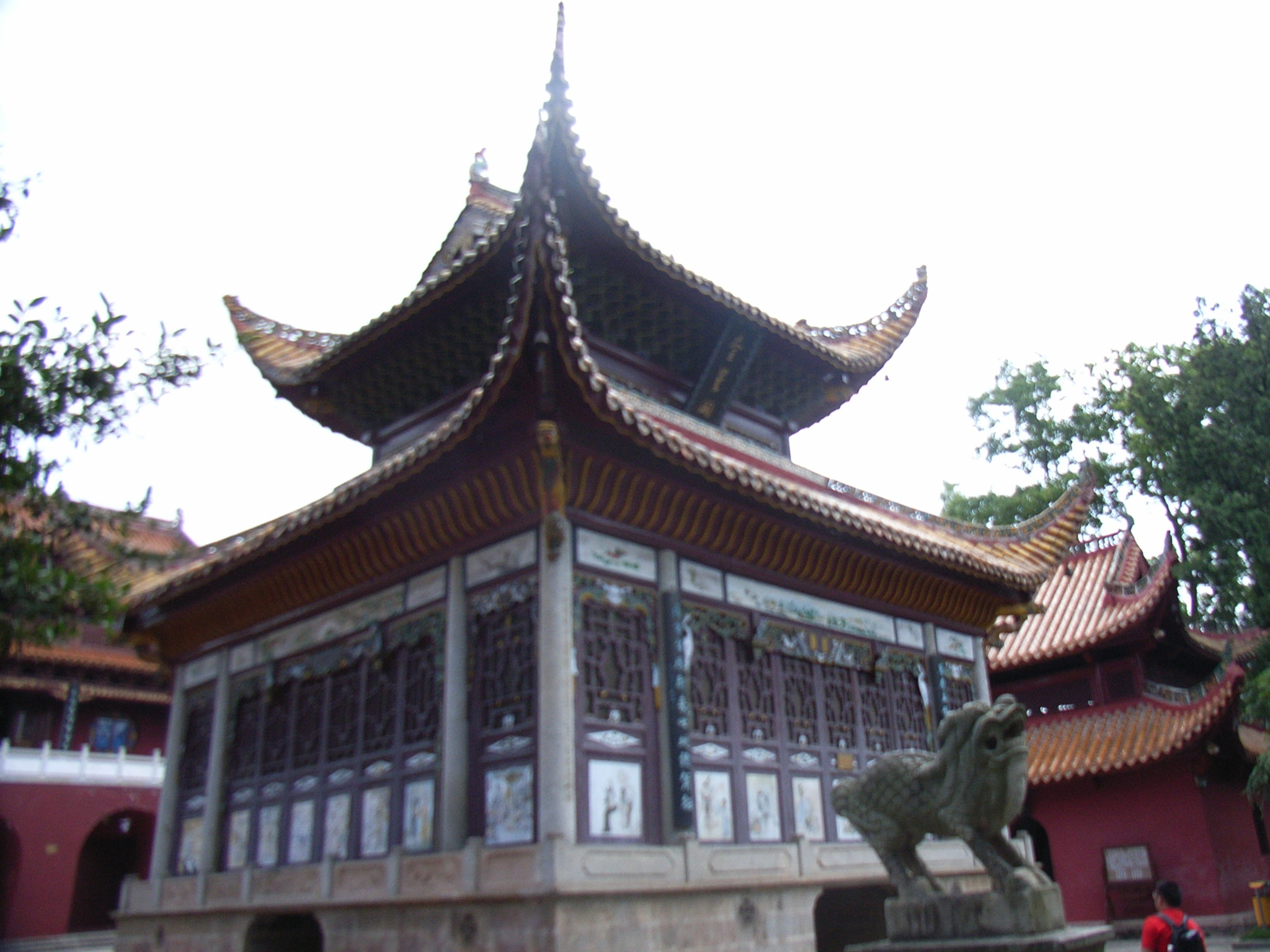
المعبد على هنغ شان في هونان بالصين

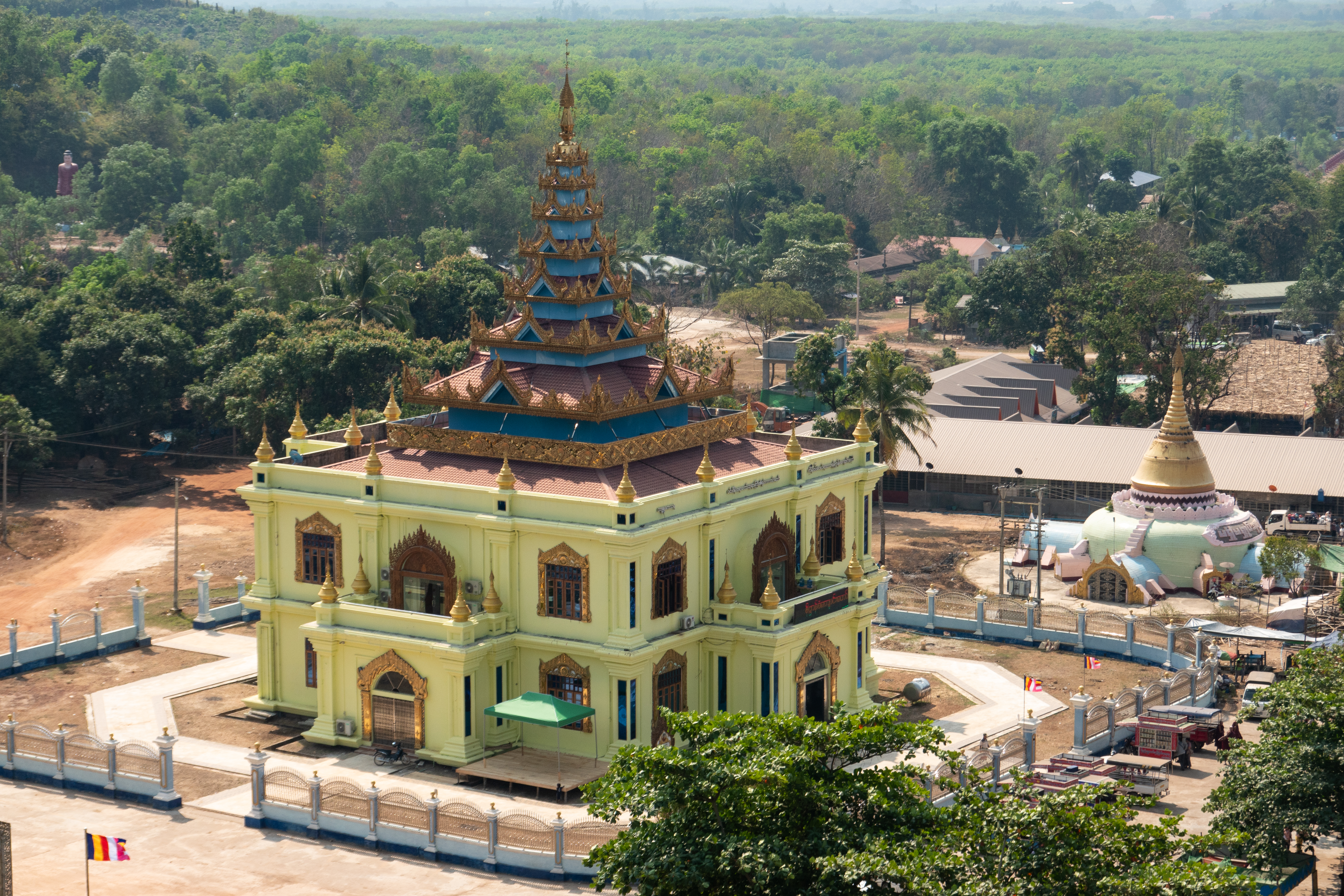
دير رهبان طاوي.

يعتقد العديد من العلماء أن الطاوية نشأت كحركة مضادة للكونفوشيوسية. إن المصطلحات الفلسفية «داو» و «دي» مشتركة بالفعل بين الطاوية والكونفوشيوسية، كما يُعتقد أن لاو تسي كان مدرسًا لكونفوشيوس. انتقد جوانغ زي صراحة المعتقدات الكونفوشيوسية والمبادئ الموهية في كتاباته. ترفض الطاوية بشكل عام التشديد الكونفوشيوسي في الطقوس، والنظام الاجتماعي الهرمي، والأخلاق التقليدية، وتفضل الطبيعية، والعفوية، والفردية بدلاً من ذلك.
تميز دخول البوذية إلى الصين بتفاعل كبير وتوافق مع الطاوية. ينظر إلى البوذية في الأصل على أنها طاوية أجنبية بصورة ما، حيث تمت ترجمة الكتب البوذية إلى اللغة الصينية باستخدام المفردات الطاوية. عرف ممثلو البوذية الصينية المبكرة، مثل "سن جا وو" و"تاو تشين" نصوص الطاوية الأساسية وتأثروا بها بشدة.
شكلت الطاوية بشكل خاص تطور البوذية التشانزية (زين)، حيث قدمت عناصر مثل مفهوم الطبيعة، وعدم الثقة في الكتاب المقدس والنص، والتركيز على احتضان هذه الحياة والعيش في كل لحظة.
من ناحية أخرى، أدرجت الطاوية عناصر بوذية خلال سلالة تانغ، مثل الأديرة، والنباتية، وحظر الكحول، وعقيدة الفراغ، وجمع الكتاب المقدس في منظومة ثلاثية.
كان المتنافسون الأيديولوجيون والسياسيون لقرون هم الطاوية، والكونفوشيوسية، والبوذية، وقد أثروا بعمق على بعضهم البعض. فقد كان وانغ بي على سبيل المثال وهو أحد أكثر المعلقين الفلسفيين نفوذاً على لاو تسي (بالإضافة لييجينغ) كونفوشيوسيًا. كما يتقاسم الخصوم الثلاثة بعض القيم المتماثلة، حيث يتبنى الثلاثة فلسفة إنسانية تؤكد على السلوك الأخلاقي والكمال البشري. في وقت معين، كان أغلب الصينيين يجمعون بين الديانات الثلاثة في الوقت نفسه. أصبح هذا مؤسسيًا عندما تم تجميع جوانب من المدارس الثلاث في مدرسة الكونفوشيوسية الجديدة.
قام بعض المؤلفين بعمل دراسات مقارنة بين الطاوية والمسيحية. كان هذا الاهتمام منصباً من قبل طلاب تاريخ الدين مثل "جي ام ام" و"دي غروت". كما تم إجراء مقارنة بين تعاليم لاو تسي ويسوع الناصري من قبل العديد من المؤلفين مثل مارتن أرونسون، وتوروفوف وهانسن (2002)، الذين يعتقدون أن لديهم العديد من التشابهات التي لا ينبغي تجاهلها. ويرى "ج. إيسامو ياماموتو" أن الاختلاف الرئيسي هو أن المسيحية تبشر بإله شخصي بينما لا تفعل الطاوية ذلك. ومع ذلك، فقد جادل عدد من المؤلفين مثل "لين يوتانغ" بأن بعض المعتقدات الأخلاقية والأدبية لهذه الأديان متشابهة بشكل كبير. أظهرت القيم الطاوية في فيتنام المجاورة أنها قابلة للتكيف مع الأعراف الاجتماعية، كما شكلت معتقدات اجتماعية وثقافية ناشئة جنباً إلى جنب مع الكونفوشيوسية.

## وصلات خارجية
- كتاب لاوتسو النص بالفرنسي.
- كتاب لاوتسو من ويكي الإنجليزية النص بالإنغليزي.
- كتاب لاوتسو بلغات عدة النص بالإنغليزي.
- فلسفة Chuang Tzu النص بالإنجليزي.
- فلسفة Xunzi من أعظم فلاسفة العالم، النص بالإنجليزي.